# Joe Hannah
Joe Hannah (30 tháng 11 năm 1898 – 1 tháng 2 năm 1975) là một cựu cầu thủ bóng đá và nằm trong Đại sảnh Danh vọng của Norwich City.
Hannah có 427 lần ra sân cho Norwich ở vị trí centre-half và hậu vệ từ năm 1921 đến năm 1935, ghi 21 bàn.
Hannah có số lần ra sân nhiều thứ 5 mọi thời đại cho Norwich City.
Sau khi kết thúc sự nghiệp bóng đá, ông làm một quản gia tại The Morley Club ở Sheringham cho đến khi nghỉ hưu.